# Marie Stevens
Anne Marie Stevens (Anderlecht, 26 april 1909 - onbekend) was een Belgische atlete, die gespecialiseerd was in het speerwerpen. Ze werd tweemaal Belgisch kampioene.

## Biografie
Stevens verbeterde in 1928 het één week oude Belgische record speerwerpen van Jenny Toitgans tot 23,57 m. Ze werd dat jaar ook voor de eerste maal Belgisch kampioene speerwerpen. In september verbeterde ze voor een tweede maal het Belgisch record naar 24,68 m.
In 1929 werd Stevens met een Belgisch record voor de tweede maal Belgisch kampioene speerwerpen.

### Clubs
Stevens was aangesloten bij Brussels Femina Club. Ze stapte in 1929 over naar Cercle Athlétique Féminin Schaerbeek.

### Familie
Marie Stevens is de zus van de atletes Léontine en Catherine Stevens.

## Belgische kampioenschappen
| Onderdeel   | Jaar       |
| ----------- | ---------- |
| speerwerpen | 1928, 1929 |

## Palmares

### 200 m
- 1929:  BK AC

### kogelstoten
- 1929:  BK AC - 7,84 m

### speerwerpen
- 1928:  BK AC - 21,69 m
- 1929:  BK AC - 24,98 m (NR)
- 1932:  BK AC - 25,38 m